# Déclaration d'Irpin
La déclaration d'Irpin (en ukrainien : Ірпінська декларація (Irpins'ka deklaratsia)) est une union politique entre la légion « Liberté de la Russie », l'Armée nationale républicaine et le Corps des volontaires russes formée le 31 août 2022,, à Irpin, en Ukraine.

## Historique
La déclaration est signée dans la ville ukrainienne d'Irpin le 21 août 2022, où a eu lieu une bataille quelques mois plus tôt, lors de laquelle 3 000 défenseurs ukrainiens repoussent les assauts de 30 000 soldats russes au cours de violents combats urbains. La déclaration prévoit la mise en place d'une coalition entre la Légion « Liberté de Russie », l'Armée nationale républicaine et le Corps des volontaires russes. Un centre politique conjoint est créé dans le but de représenter leurs intérêts auprès des autorités étatiques des différents pays et d'organiser une politique d'information commune. Il est dirigé par l'homme politique et opposant russe Ilia Ponomarev. Le journal Kyiv Post estime qu'au moment de la signature, les forces combinées comptent 1 000 soldats. Après la signature du document, une conférence de presse a lieu où les dirigeants échangent sur le contenu du document. Parmi les orateurs figurent Ilia Ponomarev, le rédacteur en chef d'After Tomorrow Roman Popkov, l'auteur Oleksiy Tolkachev, le leader de Speak Loudly, Andrey Sidelnikov et Andreï Illarionov. Leur objectif énoncé est :

« la défaite de l'armée russe en Ukraine, la libération du Donbass et de la Crimée, ainsi que la destruction du régime de Poutine et de ses vestiges. »

Ponomarev et le groupe nient toute implication dans l'attaque de drone contre le Kremlin en 2023. Cependant, Ponomarev déclare savoir quel groupe partisan a commis l'attaque, mais refuse d'indiquer lequel car aucun n'a encore revendiqué en être l'auteur.